# 大野つや子
大野 つや子（おおの つやこ、1934年2月27日 - 2021年1月26日）は、日本の政治家。位階は従四位。
元自由民主党所属の参議院議員（当選2回）。第2次森改造内閣で、初代法務大臣政務官を務めた。伊吹派に所属していた。
運輸大臣・労働大臣を務めた大野明の妻。参議院議員・元岐阜県議会議員の大野泰正は次男。自民党副総裁の大野伴睦は義父。

## 来歴
東京都生まれ。
1952年、国府台女子学院高等学校卒業。1956年11月、第42・43代衆議院議長を務めた大野伴睦の四男・明と結婚。
1996年3月、夫・明死去に伴う参議院岐阜県選挙区補欠選挙において、当時の第1次橋本内閣の連立与党だった自民、社民、さきがけ各党推薦の無所属として立候補し､初当選。同年10月に自民党へ入党。
2001年1月、中央省庁再編後の第2次森改造内閣で初代法務大臣政務官に就任。同年の7月には再選。
2005年8月8日の郵政国会において郵政民営化法案の参議院本会議採決では反対票を投じた。しかし、この郵政民営化法案否決を受けて小泉純一郎首相が実施した第44回衆議院議員総選挙で自由民主党が圧勝すると、大野は他の反対派参議院議員と共に再上程された郵政民営化法案に賛成し、自民党にとどまった。
2006年10月、自民党人事局長に就任。
2007年、郵政造反組で衆院選に落選していた藤井孝男が、7月に予定されていた第21回参議院議員通常選挙で2人区である岐阜県選挙区での無所属での立候補を表明。大野は2007年改選議員であり、自民党岐阜県連は大野を公認候補とし藤井を推薦候補としようとしたが、同士討ちが予想されたため大野が反発。結局、自民系の同士討ちを避ける調整の末に、2007年2月に大野は参議院選挙に立候補をせず、政界から引退することを表明した。そのため岐阜県選挙区での与党（自民党・公明党）系候補は藤井に絞られた（藤井は7月29日の選挙では藤井が両党推薦の無所属として当選し、復党した）。同年、旭日中綬章受章。
2021年1月26日、東京都内の病院で死去した。86歳没。死没日をもって従四位に叙される。